# Prolactina
La prolactina (PRL), hormona lactógena hipofisaria o mamotropina es una hormona proteica secretada principalmente por la glándula hipófisis (adenohipófisis).

Estimula la producción de leche en las glándulas mamarias, la síntesis de progesterona en el cuerpo lúteo, el crecimiento celular y la diferenciación celular, el metabolismo de las grasas y la inmunomodulación entre otras.
 
La PRL tiene muchas funciones biológicas en distintos tejidos y órganos del cuerpo, y se la considera como una hormona con efectos distintos y no relacionados.

La existencia de niveles elevados de PRL en sangre (hiperprolactinemia) es un trastorno que puede ser causado por un tumor (adenoma) en la hipófisis.

## Características
La prolactina (PRL) actúa sobre varios procesos fisiológicos como: la lactancia materna, el embarazo, el crecimiento celular y la diferenciación celular, la homeostasis de fluidos, la inmunomodulación, la regulación de la diferenciación de glándulas secretoras y la formación del cuerpo lúteo.

La PRL es segregada en la hipófisis y también en múltiples sitios fuera de ella.

La hormona PRL tiene acción trópica (de la raíz griega τρόπος tropos, que significa ‘en dirección’, ‘rumbo a’), y es conocida como hormona mamotrópica hipofisaria, o  mamotropina, que estimula la glándula mamaria para la secreción de leche materna.

Un concepto complementario es el de acción trófica (del griego τροφικός trophicos 'alimento de', 'nutrición a'), significando que la mamotrofina como hormona trófica lactógena hipofisaria estimula la función de su célula objetivo (la célula epitelial del acino), de la glándula mamaria para la generación de leche.

## Estructura
La prolactina es una hormona proteica, formada por una cadena que en 
mamíferos consta de 226-229 aminoácidos (aa).
Tiene una masa molecular entre 25 500-26 140 Daltons.
La estructura 3D de la prolactina contiene los siguientes motivos: hebra beta (Beta strand), hélice (Helix), giro (Turn).
| Ref.          | Motivos estructurales, su ubicación y su extensión en la cadena de aminoácidos (aa) |
| Beta strand.  | aa 31-34                                                                            |
| Helix .       | aa 43-72                                                                            |
| Turn .        | 73-75                                                                               |
| Helix .       | aa 78-82                                                                            |
| Turn .        | 87-90                                                                               |
| Helix .       | aa 105-118                                                                          |
| Helix .       | aa 120-131                                                                          |
| Beta strand.  | 133-135                                                                             |
| Helix .       | aa 138-165                                                                          |
| Beta strand . | 166-168                                                                             |
| Helix .       | aa 181-185                                                                          |
| Helix .       | aa 189-223                                                                          |

La mayor parte de la PRL de la hipófisis tiene un peso de 23 kiloDaltons (kDa), pero existen otras formas de 14, 16 y 24 kDa. La PRL de 14 kDa es generada en el hipotálamo.

## Genética
El gen de la prolactina se denomina PRL y GHA1 se localiza en el cromosoma 6 (humano) en su brazo corto o brazo p, banda 22.2 y 21.3, tiene 10 kilobases (kb) de extensión, cuenta con cinco exones y cuatro intrones. 
El ARNm origina un polipéptido de 227 aminoácidos (aa), que posee un péptido señal de 28 aa.

## Secreción
La prolactina es segregada principalmente por las células lactotropas del
lóbulo anterior de la glándula hipófisis durante el embarazo y la lactancia.

La secreción de PRL desde las células lactotropas está modulada por la función de nivel superior del hipotálamo. Este elabora «factores liberadores» de prolactina (PRF, prolactin releasing factors) y «factores inhibidores» (PIF, prolactin-inhibiting factors). En mamíferos, el hipotálamo ejerce un efecto inhibidor sobre la síntesis y la secreción de prolactina, mediante el tono dopaminérgico fisiológico

La PRL también es segregada en sitios extra-hipofisarios, incluidos el endometrio, el miometrio, la decidua, las células inmunitarias, el cerebro, la mama, la próstata, la piel y el tejido adiposo, actuando como una molécula de señalización a nivel paracrina/autocrina, y localmente como factor promotor del crecimiento.

### Ritmo circadiano de PRL
Las concentraciones plasmáticas de prolactina son mayores durante el periodo de sueño que durante el período de vigilia.

Estas variaciones son moduladas por el hipotálamo y el péptido VIP parece estar implicado en su liberación durante los periodos de sueño REM.
Las hormonas que tienen un efecto sinérgico son: los estrógenos, la progesterona y la hormona del crecimiento (GH).

La succión del pezón durante la lactancia favorece la síntesis de mayor cantidad de esta hormona. Se regula por retroalimentación positiva.

La prolactina es una hormona que tiende a variar con facilidad dados determinados factores que aumenten o disminuyan el estrés. Los parámetros de sueño influyen en la secreción

## Regulación
La hormona PRL es producida y controlada por la función del 
eje hipotálamo-hipófisis.

El hipotálamo ejerce un efecto inhibidor sobre la síntesis y la secreción de prolactina, que además está influenciada por otros factores locales de regulación autocrina, así como por otras células de la hipófisis mediante regulación paracrina.

En la hipófisis anterior, el neurotransmisor llamado dopamina inhibe la síntesis y liberación de hormona prolactina, inhibe la proliferación de células lactotropas y favorece la apoptosis de las mismas.

Las neuronas de dopamina, que controlan la secreción de prolactina se encuentran dentro del núcleo arqueado del hipotálamo. Estas neuronas se han subdividido en tres subpoblaciones según la anatomía de sus proyecciones: las neuronas dopaminérgicas tubero-infundibulares (TIDA), tubero-hipofisarias (THDA) y peri-ventriculares hipofisarias (PHDA).
Otros neurotransmisores modulan la secreción de prolactina como: la histamina, la noradrenalina, la adrenalina y la acetilcolina.

La secreción de PRL es estimulada por la succión, la hormona liberadora de tirotropina (TRH), los estrógenos y el polipéptido intestinal vasoactivo.

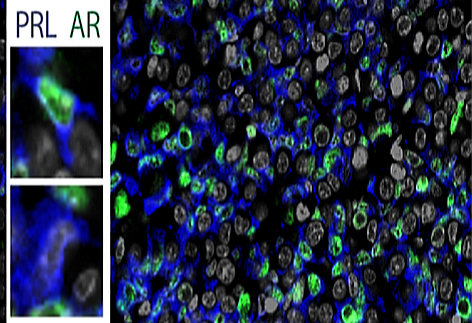
Lactotropas: la PRL teñida en azul.
AR= Receptor de Andrógenos en verde. Inmunohistoquímica.

El estradiol es un importante regulador fisiológico de la secreción hipofisaria de prolactina, provoca aumentos de su síntesis. 
En la célula lactotropa el estradiol, mediante el acoplamiento del complejo estrógeno-receptor de estrógeno (ES-R ), en el elemento específico de respuesta a los estrógenos en el promotor del gen que codifica la síntesis de prolactina, aumenta la síntesis de prolactina a través de una transcripción bifásica, que culmina en un aumento en el ARNm de prolactina; este tiene una acción directa sobre el gen capaz de alterar la transcripción. 

La transformación local de andrógenos en estradiol por la enzima aromatasa, mantiene la población de células de prolactina en la Hipófisis masculina, a través de la aromatización de testosterona a estradiol.

## Receptor de PRL
Los receptores de prolactina (PRL-R) se encuentran ubicados en células de diversos órganos, a ellos se une la molécula de PRL circulante luego de ser secretada por las células lactotropas. 

El receptor de prolactina (PRL-R), se clasifica como miembro de la familia de receptores de citoquinas.

El receptor PRL-R también puede ser activado por la hormona del crecimiento (GH) y el lactógeno placentario humano (hPL).
El receptor de prolactina (PRLR) y el receptor de la hormona del crecimiento (GHR) están  relacionados con la aparición y el desarrollo del cáncer de mama. Las células de cáncer de mama expresan endógenamente el heterodímero GHR, PRLR y GHR-PRLR.

## Función
La prolactina (PRL) es vital en varios procesos fisiológicos como: la lactancia, el embarazo, el crecimiento celular y la diferenciación.
La PRL está asociada a más de 300 funciones que pueden agruparse en cinco categorías: 
- reproducción
- osmorregulación
- desarrollo y crecimiento
- metabolismo de carbohidratos y de lípidos
- inmunoregulación.[2][3]

Es llamada clásicamente mamotropina u hormona lactógena hipofisaria.

### En mujeres
La prolactina (PRL) aumenta la secreción de leche de la glándula mamaria. Entre sus efectos sobre las células de los acinos mamarios está un aumento de la síntesis de lactosa y una mayor producción de proteínas lácteas como la caseína y la lactoalbúmina. Si bien es cierto que la concentración de PRL es elevada antes del parto, la secreción de leche solo tiene lugar después de este, dado que la elevada cantidad de estrógenos y progesterona en la mujer embarazada tiene un efecto inhibidor sobre la secreción láctea. Cuando los niveles de estas hormonas decaen después del embarazo, se produce la lactación.
En primates y humanos, el endometrio también genera PRL durante la fase de predominio del cuerpo luteo y en la gestación. En el cuerpo lúteo la PRL estimula la expresión de receptores de estrógenos y de LH.
La prolactina tiene también un efecto inhibitorio sobre la secreción de gonadotropinas, de manera que su hipersecreción puede provocar ausencia de la menstruación en la mujer.

### En hombres
En los hombres el comportamiento de la prolactina (PRL) puede afectar la función adrenal, el equilibrio electrolítico, desarrollo de senos, algunas veces galactorrea, decremento de la libido e impotencia y afecta las funciones de la próstata, vesículas seminales y testículos. También, normalmente tras el coito con orgasmo, la PRL sería una de las principales causales del período refractario (incluyendo muchas veces somnolencia).

### Valores normales
- Hombres: 2-18 nanogramos (ng) por mililitro (mL) (ng/mL)
- Mujeres que no estén embarazadas: 2.3-25  ng/mL
- Mujeres embarazadas: 80-400  ng/mL

Aparte del embarazo, la causa más común de niveles elevados de prolactína en la sangre, que se denomina hiperprolactinemia, es la presencia de un prolactínoma, un tumor productor de prolactina en la glándula hipófisis. Los prolactínomas son los tumores de la hipófisis más frecuentes y en general son benignos. Son más frecuentes en la mujer, pero también pueden aparecer en hombres. Los síntomas que producen, si los producen, están relacionados con el exceso de prolactina y por tanto, la producción de leche en la mujer no embarazada, lo que se denomina galactorréa.

## Patología

### Hiperprolactinemia
La hiperprolactinemia es el aumento de los niveles de la hormona prolactina en sangre. La prolactina es una hormona sexual que cumple un papel fundamental durante la lactancia materna. 
Algunos de los trastornos que provocan hiperprolactinemia son el déficit dopaminérgico en el SNC o si no, un tumor hipofisiario.

EL exceso de PRL promueve el aumento de peso, la obesidad, el síndrome metabólico y el deterioro de los perfiles de glucosa e insulina y los perfiles lipídicos. Estos son reducción en la tolerancia a la glucosa y un aumento en la insulina en ayunas.

Se sabe que la exposición de los islotes pancreáticos a la PRL estimula la secreción de insulina y la proliferación de células β.
Macroprolactinemia: Aumento de los niveles de prolactina que carece de efectos biológicos significativos.
Una manera de aumentar la cantidad de prolactina producida es seguir parámetros de sueño similares a la época "antes de la luz eléctrica". 
La interacción entre la PRL y el receptor de prolactina (PRL-R) promueve principalmente eventos protumorales, como migración, invasión, metástasis, quimiorresistencia, inhibición de la apoptosis.

### Prolactinoma
Los prolactinomas son tumores benignos que constituyen aproximadamente un tercio de todos los tumores hipofisarios. Una de las principales características es que rara vez sufren transformación maligna o invasividad local. Alteraciones en la regulación del ciclo celular parecen conducir a la expansión de una célula original mutada, formando un adenoma. Las alteraciones en los mecanismos que regulan de forma fisiológica el recambio celular de la adenohipófisis pueden estar involucradas en la patogenia.